# Међународна организација рада
Међународна организација рада (енгл. International Labour Organization, ILO) је специјализована агенција Уједињених нација која промовише социјалну правду и међународно призната људска и радничка права. Основана је 1919. године Версајским миром и постала је прва специјализована агенција УН 1946. године.
МОР формулише међународне стандарде рада у облику конвенција и препорука које постављају минималне стандарде радног права: слободу удруживања, право на организовање, колективно преговарање, укидање принудног рада, једнаке шансе и једнаки третман, и друге стандарде којима се регулишу услови у целом распону питања везаних за рад. Пружа техничку помоћ у следећим подручјима: стручно образовање и стручна рехабилитација; политика запошљавања; администрација рада; радно право и индустријски односи; развијање менаџмента; задруге; социјална сигурност; статистика везана уз рад, и сигурност и заштита на раду.
МОР промовише развијање независних радничких организација и удружења послодаваца и тим организацијама осигурава тренинг и саветодавне услуге. Унутар система Уједињених нација, МОР је јединствен по својој трипартитној структури у којој радници и послодавци суделују у раду управних органа организације као равноправни партнери владама.

## Органи Међународне организације Рада
Међународна организација раде има три органа: Генералну конференцију, Административни савет и Међународни биро рада.